# Großkötz
Großkötz ist ein Gemeindeteil von Kötz und eine Gemarkung im schwäbischen Landkreis Günzburg in Bayern.

## Lage
Das Pfarrdorf liegt beidseits des Baches Kötz, eines linken Zuflusses der Günz.
Die Gemarkung Kötz liegt im Westen des Gemeindegebiets links der Günz. Auf ihr liegt das gleichnamige Pfarrdorf.

## Geschichte
1931 wurden bei Ausgrabungen zwei Kilometer nördlich von Großkötz die Grundmauern einer Villa rustica entdeckt.
Bereits im 11. Jahrhundert wird ein Hartmann de Kez erwähnt. 1312 tauschte das Kloster Neresheim seine Güter in Großkötz an das Kloster Wettenhausen. Der Besitz der Herren von Kötz ging 1408 als Lehen der Markgrafschaft Burgau an die Ulmer Patrizierfamilie Ehinger, die später als Ehinger von Balzheim in den Freiherrenstand erhoben wurden. Die Familie Ehinger behielt das Lehen bis zum Erlöschen des Geschlechtes 1743.
Die Gemeinde Großkötz hatte 1961 eine Einwohnerzahl von 1242 und 1162,08 Hektar Fläche. Sie bestand bis zum freiwilligen Zusammenschluss der Gemeinden Großkötz und Kleinkötz zur Gemeinde Kötz am 1. Juli 1972.

### Einwohnerentwicklung
| Jahr                                                      | 1840 | 1852 | 1861 | 1867 | 1871 | 1875 | 1885  | 1900    | 1925    | 1950    | 1961    | 1970 |
| --------------------------------------------------------- | ---- | ---- | ---- | ---- | ---- | ---- | ----- | ------- | ------- | ------- | ------- | ---- |
| Einwohner der Gemeinde Großkötz                           | 811  | 814  | 809  | 825  | 821  | 812  | 809   | 788     | 884     | 1298    | 1242    | 1431 |
| Fläche der Gemeinde Großkötz in Quadratkilometern         |      |      |      |      |      |      | 11,64 | 11,6425 | 11,6418 | 11,6834 | 11,6208 |      |
| Bevölkerungsdichte der Gemeinde Großkötz in Einwohner/km² |      |      |      |      |      |      | 69,50 | 67,68   | 75,93   | 111,10  | 106,88  |      |
| Wohngebäude Gemeinde Großkötz                             |      |      |      |      | 185  |      | 188   | 182     | 192     | 222     | 294     |      |

## Baudenkmäler

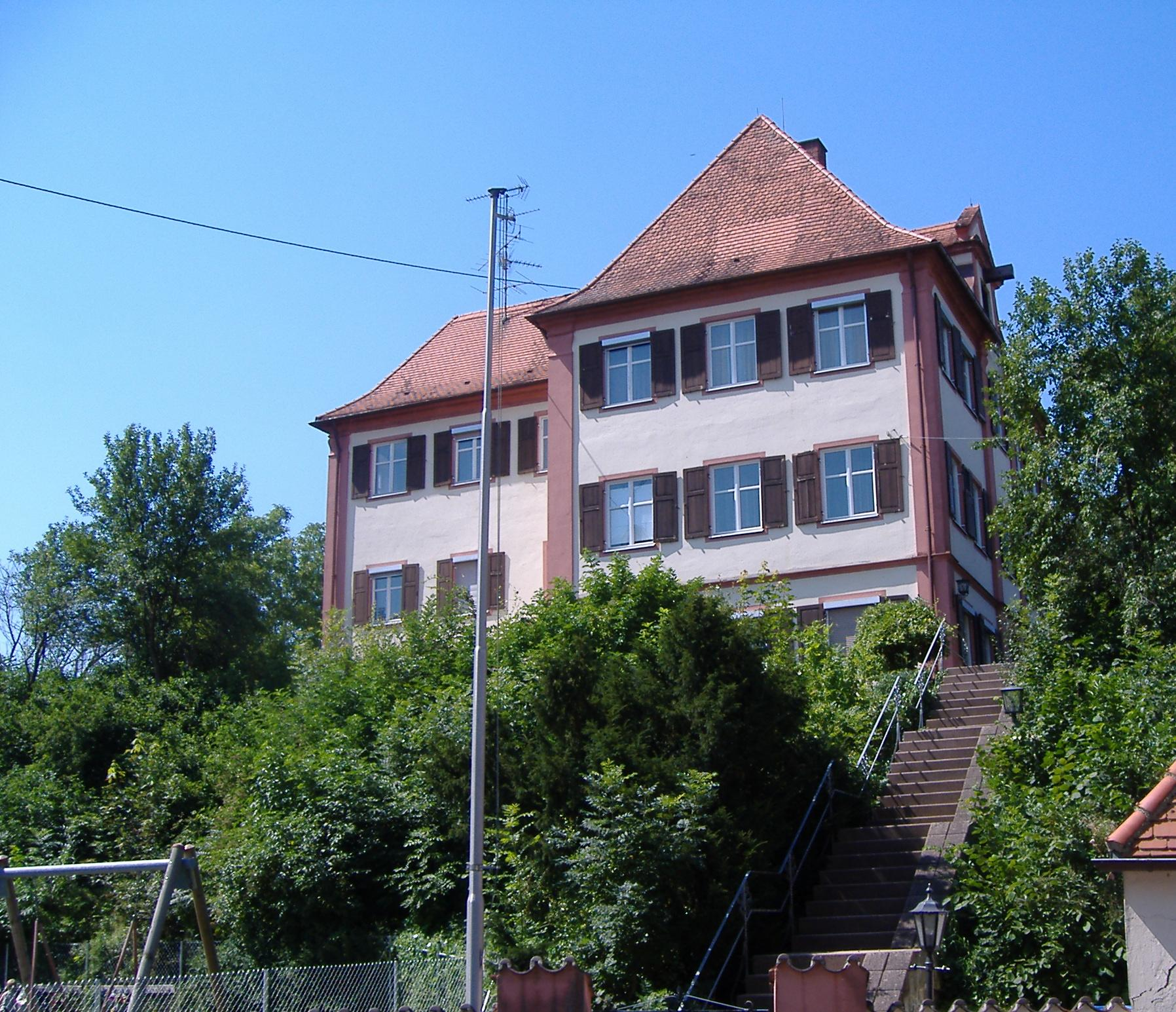
Schloss Großkötz

Siehe auch: Liste der Baudenkmäler in Großkötz
- Katholische Pfarrkirche St. Peter und Paul
- Schloss Großkötz

## Söhne des Ortes
- Bruno Merk (1922–2013), Politiker (CSU) und bayerischer Innenminister

## Unternehmen
- AL-KO Kober